# Batikování
Batikování (javánsky „mbatik“ = psaní voskem) je technika barvení nebo potiskování tkanin, při kterém se zakrývají určitá místa voskem nebo zavazují tak, aby zůstala neobarvená. Neobarvená místa vytvářejí po odstranění zábrany (angl.: resist) žádaný vzor.

## Z historie batiky
Nejstarší nálezy batiky pocházejí z 5. století před n. l. v Egyptě, později však byla technika batikování známá jen v Číně, odkud se rozšířila do ostatních asijských zemí i do Evropy.
Původ slova batika pochází buď v jávském slově „ambatik“ což znamená kresliti, malovati, psáti nebo podle malajského kmene Bataků, kteří si takto textil zdobili. Na indonéském ostrově Jáva se v 15. století z řemeslné techniky brzy stalo výtvarné umění. Z Jávy pochází několik celosvětově známých umělců v tomto oboru. Ve 20. století se angažovali vlivní politici v podpoře indonéského národního stylu batikových vzorů a v roce 2009 bylo indonéské ruční batikování prohlášeno UNESCEM za světové kulturní dědictví.
V Evropě byla v 19. století zdokonalena technologie výroby (např. nanášení vosku tiskací šablonou) a v nizozemském Leidenu byla v roce 1835 otevřena první továrna na batiku. Evropské imitáty velmi věrně napodobovaly indonéskou batiku, pozdější (a dosavadní) hromadná výroba se zakládá na principu strojního potiskování.

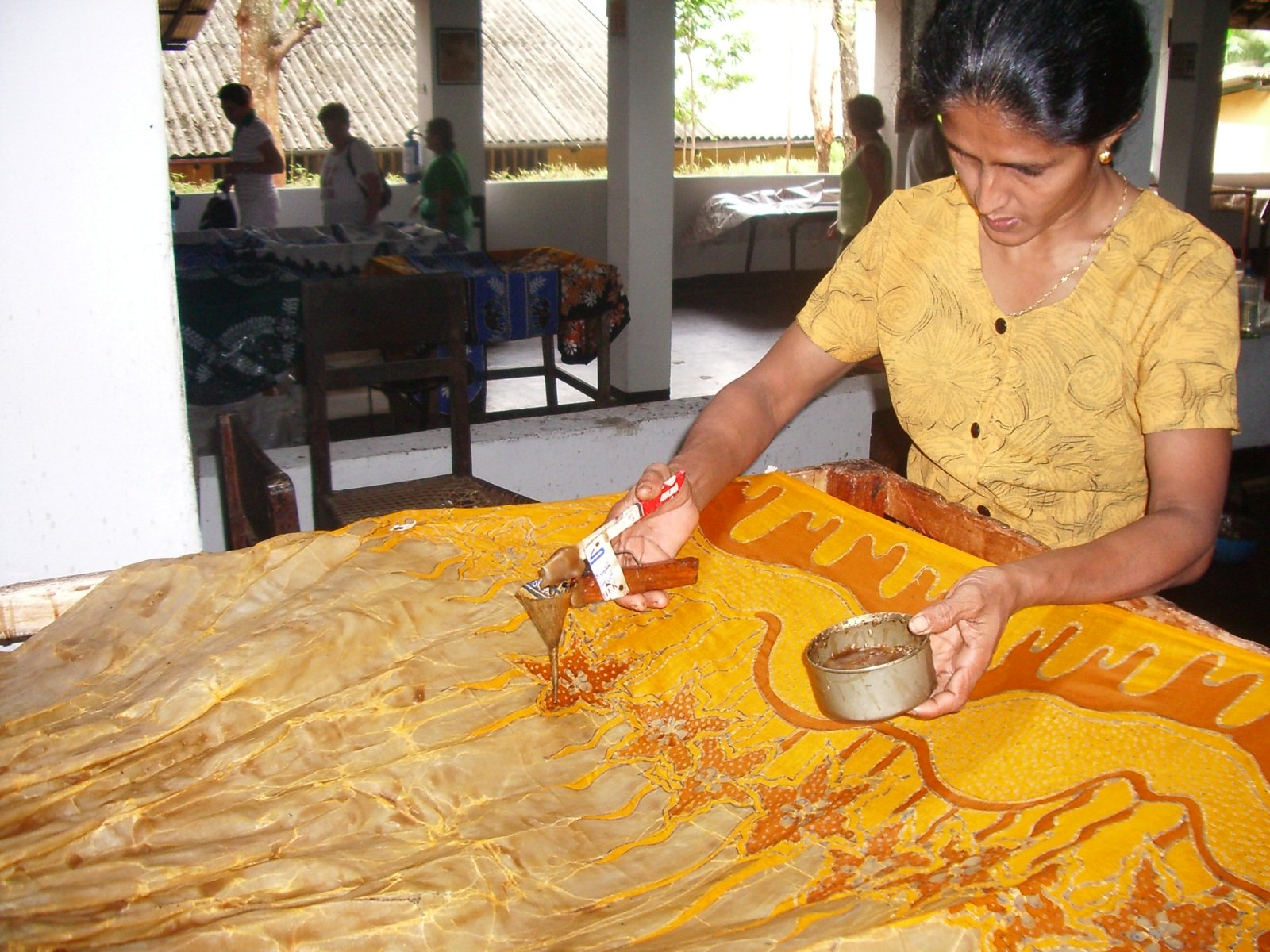
Tradiční nástroj na batikování
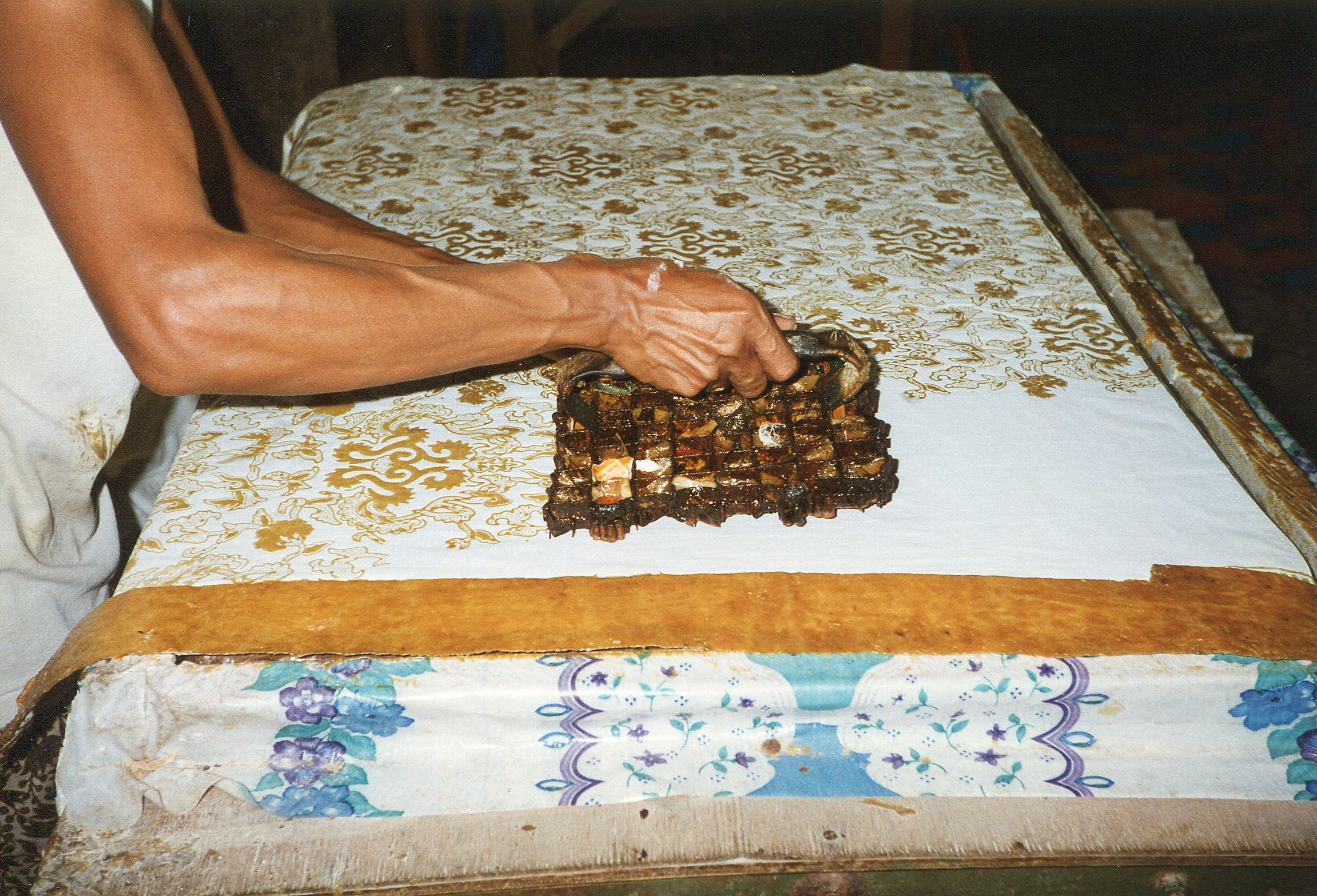
Tisk batiky s pomocí šablony
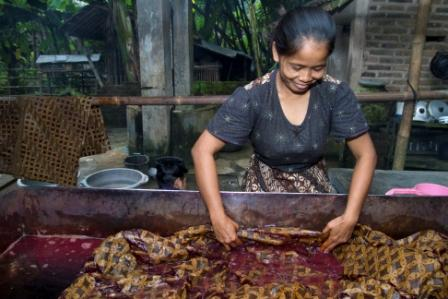
Barvení navoskované tkaniny
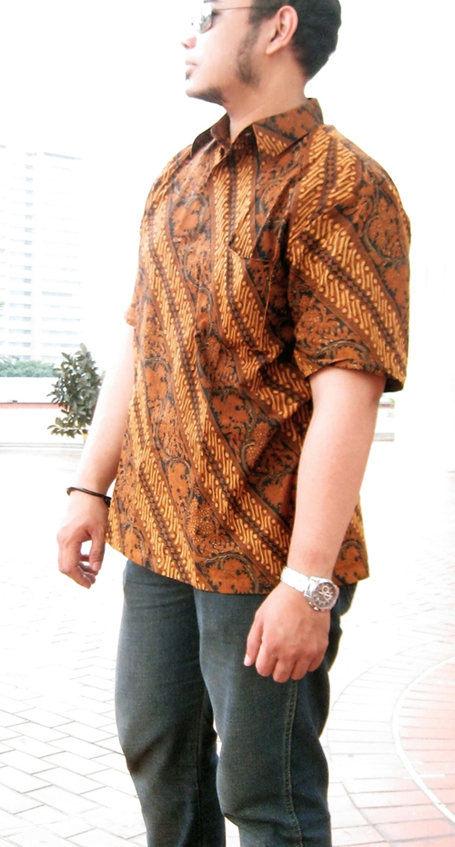
Moderní indonéská batika (2011)
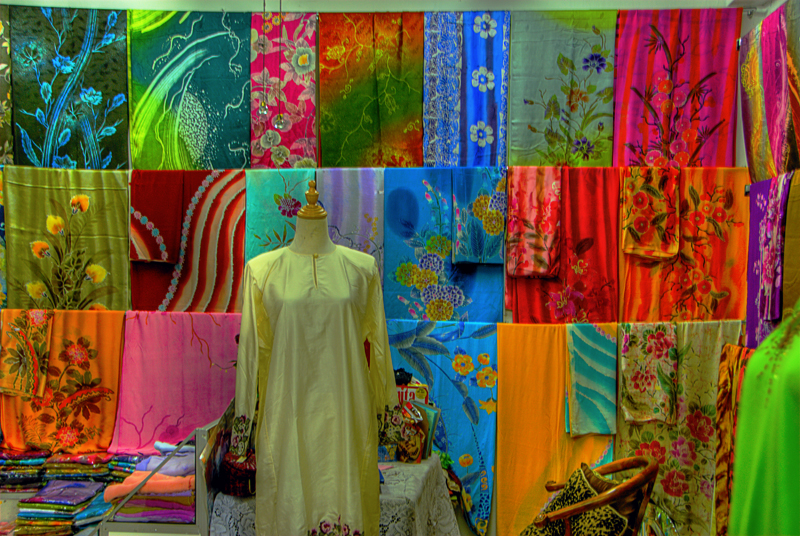
Malajské vzory batiky
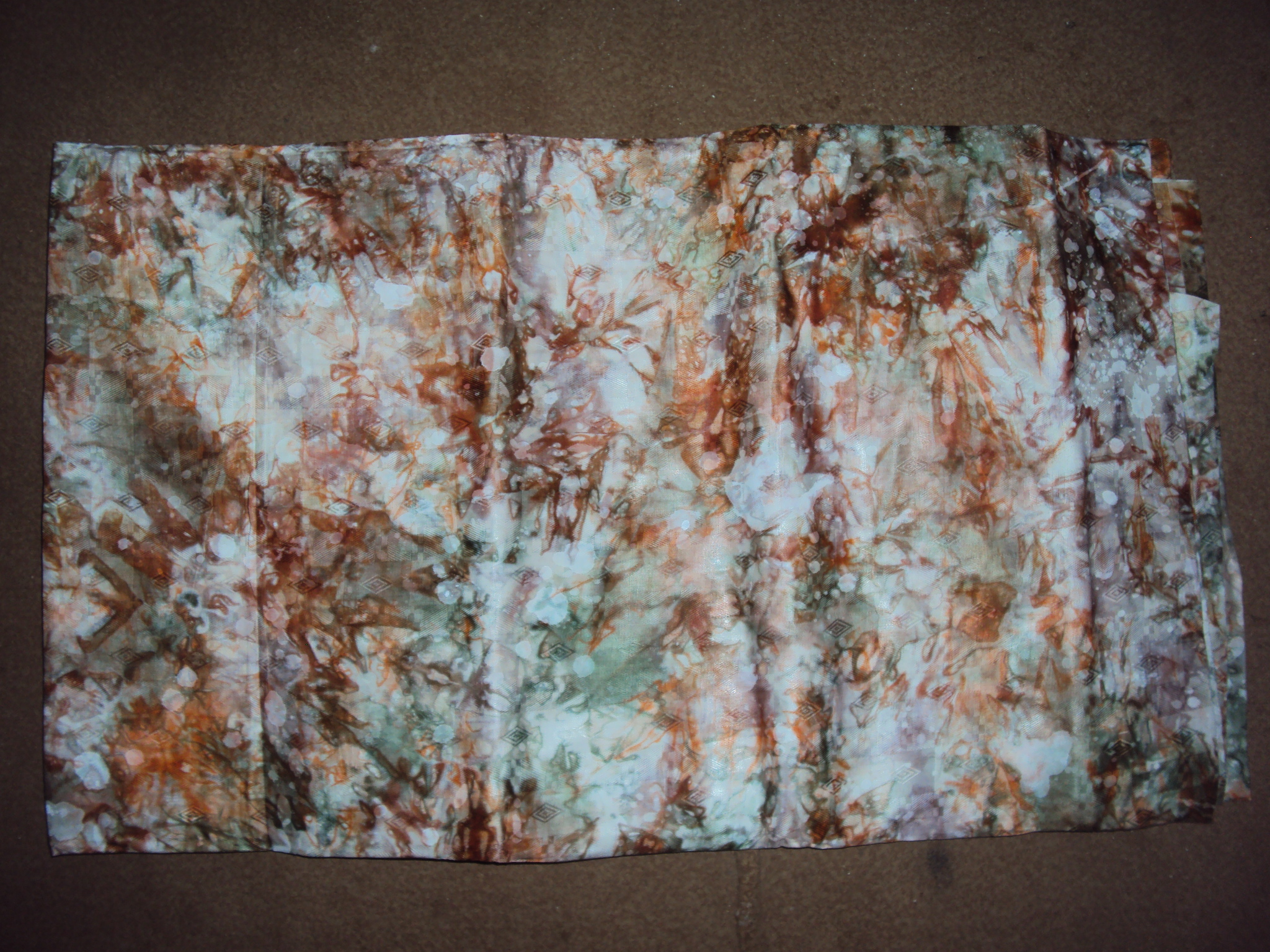
Batika z Nigérie

## Techniky ručního batikování
Z několika technik jsou nejznámější:
- horká batika – za použití rozpuštěného vosku se vzory kreslí speciálním nástrojem (s nádržkou na tekutý vosk)
- studená b. – používá průhlednou gumovitou látku
- volná kresba – tkanina se natírá solným roztokem, který omezuje zatékavost barvy do textilie [3]

## Druhy batiky

### Indonéská batika
| Kultura                   | Vzor batiky | Region                                          | Vzorek |
| ------------------------- | --- | ----------------------------------------------- | ------ |
| indonéská                 | kawung, ceplok, gringsing, parang, lereng, truntum, sekar jagad (kombinace různých motivů) a jiné ozdobné motivy z Jávy, Dayak, Batak, Papua, Riau atd | příslušná oblast                                |        |
| hindu-buddhistická        | garuda, banji, cuwiri, kalpataru, meru nebo gunungan, semen rama, pringgondani, sidha asih, sidha mukti, sidha luhur                                   | Jáva                                            |        |
| islámská                  | besurek nebo arabská kaligrafie, buraq | Bengkulu, Cirebon,Jambi                         |        |
| čínská                    | burung hong (čínský fénix), liong/naga (čínský drak), qilin, wadasan, megamendung (mrak po čínsku), lok tjan                                           | Lasem, Cirebon, Pekalongan, Tasikmalaya, Ciamis |        |
| indická                   | jlamprang, páv, slon | Cirebon, Garut, Pekalongan, Madura              |        |
| evropská (koloniální éra) | buketan (kytice), evropské pohádky, záběry z kolonií, např. dům, koně, jízdní kolo, po evropsku oblečení lidé                                          | Jáva                                            |        |
| japonská                  | sakura, hokokai, chryzantéma, motýl | Jáva                                            |        |

V 1. dekádě 21. století se v Indonésii zabývalo batikováním asi 50 000 (převážně) drobných výrobců. 

### Batika ve světě
Vedle Indonésie dodává ručně vyrobenou batiku řada zemí ze všech kontinentů (Čína, Japonsko, Malajsko, africké státy, Ukrajina aj)  i např. Grenada 